# Быков, Владимир Викторович
Бы́ков, Влади́мир Ви́кторович (20 октября 1949, Уфа — 14 января 2018) — советский и российский хоккеист и тренер. Мастер спорта по хоккею, первый в Республике Башкортостан. Заслуженный работник культуры БАССР (1978).
Играл за «Салават Юлаев» (1966—1979) — лучший бомбардир команды за все годы выступления «Салавата Юлаева» в первенствах страны (забросил 342 шайбы). В команде партнёрами Быкова по тройке нападения были Геннадий Казаков и Николай Заварухин. Быков был капитаном уфимской команды, кандидатом в олимпийскую сборную СССР (1972). Воспитанник уфимской ДЮСШ, тренера Р. Халикова. Окончил Ленинградский институт физической культуры им. П. Ф. Лесгафта (1972). Тренер «Салавата Юлаева» (1979—1980), начальник команды «Салават Юлаев» (1980—1983, 1990—1991), тренер (1992—1997) и главный тренер (1997—1999) фарм-клуба, главный тренер «Салавата Юлаева» (1999 — январь 2000). В последние годы работал начальником команды «Салават Юлаев-2». С 2009 года — начальник команды «Толпар».
Зять Алик Гареев, внуки Артём и Данил также хоккеисты.